# Hans Zinsser
Hans Zinsser, né le 17 novembre 1878 à New York et mort le 4 septembre 1940 dans la  même ville, est un médecin bactériologiste et épidémiologiste américain.

## Biographie
Fils d'immigrants allemands, il obtient d'abord son diplôme de premier cycle à l'université Columbia en 1899, puis à la fois une maîtrise et un doctorat en médecine en 1903.
En 1905, il épouse Ruby Handforth Kunz, la fille aînée du minéralogiste George Frederick Kunz. Ils ont ensemble deux enfants, Hans Handforth and Gretel Zinsser et se fixent à Boston.
Après avoir occupé plusieurs postes en milieu académique, Zinsser est nommé, en 1910, professeur agrégé à université Stanford, en Californie, où il reste trois ans. Il est ensuite à nouveau nommé à l'université Columbia de New York, son alma mater. Durant la Première Guerre mondiale, il sert comme officier dans le corps médical de l'US Army (en). 
En 1923 il est recruté par la Harvard Medical School où il est restera jusqu'à sa mort d'une leucémie aiguë, survenue en 1940. Il est enterré au cimetière de Sleepy Hollow à New York. 
Les travaux scientifiques de Zinsser concernent essentiellement la bactériologie et l'immunologie.  Il s'est notamment distingué par ses études sur le typhus dont l'agent responsable, Rickettsia prowazekii, a été découvert en 1916 et contre lequel il développe un vaccin. Il a laissé son nom à la forme résurgente de cette maladie, dont les manifestations cliniques avaient précédemment été décrites par Nathan Brill (maladie de Brill-Zinsser).
Il est l'auteur de plusieurs ouvrages ayant trait à la biologie, aux bactéries et à l'histoire de la médecine, notamment Rats, Lice, and History (Rats et poux dans l'Histoire), paru en 1935, qu'il dédie à Charles Nicolle (1866-1936), lauréat du prix Nobel de médecine en 1928 pour son travail sur la transmission du typhus du rat à l'homme par l'intermédiaire des poux. Cet ouvrage a été réédité en 1963, puis en 1996, et enfin en 2007 par Transaction Publishers.
Zinsser a eu une forte influence sur les travaux du Dr Albert Coons (en) qui a développé la technique d'immunohistochimie.

## Travaux
- (en) Zinsser H, Rats, Lice, and History : Being a Study in Biography, Which, After Twelve Preliminary Chapters Indispensable for the Preparation of the Lay Reader, Deals With the Life History of Typhus Fever, New York, Black Dog & Leventhal Publishers, 1996 (ISBN 978-1-884822-47-6, LCCN 96004123) (première édition en in 1935, réédité en 1963).
- (en) Zinsser, Hans As I Remember Him: The Biography of R.S. Gloucester, Mass. Peter Smith 1970 with an introduction including biographic notes by Edward Weeks.